# Ricognizione archeologica
La ricognizione archeologica è in archeologia il procedimento metodologico attraverso il quale vengono raccolte informazioni riguardo alla dislocazione, distribuzione e organizzazione territoriale delle culture umane del passato in una vasta area (da circa un ettaro a diversi chilometri quadrati). 
Gli obiettivi possono essere l'identificazione sistematica di siti archeologici precedentemente sconosciuti in una regione, oppure l'individuazione sistematica di resti di edifici o di scarichi di immondizie in un sito determinato.

Le modalità di questo procedimento sono state elaborate da Gordon Willey nella ricognizione della Valle di Viru in Perù nel 1949.

## Tipi di ricognizione

### Ricognizione di superficie
La tecnica più semplice è quella della ricognizione di superficie, che consiste nel percorrere un'area a piedi, alla ricerca di resti o manufatti visibili in superficie.

### Ricognizione aerea
La ricognizione aerea si conduce utilizzando riprese fotografiche dall'alto (fotografia aerea), ottenute con l'utilizzo di aeroplani o di palloni aerostatici, che consentono di coprire velocemente aeree abbastanza vaste e di riconoscere anche quello che non è visibile dalla superficie. Le riprese fotografiche possono essere eseguite anche con la tecnica dell'infrarosso, che permette di ottenere delle termografie, o con emissioni radar di lunghezza d'onda tale da penetrare nel suolo.

### Ricognizione geofisica
Infine la ricognizione geofisica utilizza i metodi geofisici di misurazione che possono consentire di individuare manufatti e resti sepolti in ragione delle variazioni elettromagnetiche o di resistività elettrica del terreno.
Ricognizioni subacquee possono essere condotte con l'ausilio di sonar.

## Metodi di ricognizione
La ricognizione viene solitamente decisa in seguito ad un attento studio del territorio, che viene scelto per ulteriori indagini in base alla possibilità dell'esistenza di resti antichi. Indizi possono essere rappresentati dal ritrovamento di materiali conservati in musei e collezioni locali o reimpiegati in costruzioni più recenti, dall'interpretazione delle leggende e tradizioni locali, dai resoconti di indagini archeologiche condotte in passato, o ancora per la presenza di siti importanti nelle vicinanze.
L'indagine può avvalersi di metodi non intrusivi(come il georadar), in cui le evidenze archeologiche non sono in alcun modo toccate, ma unicamente registrate, o intrusivi (raccolta dei materiali individuati in superficie, piccoli carotaggi).
La ricognizione sistematica è una tecnica di indagine usata in archeologia, che prevede un'ispezione diretta (talvolta detta autoptica) di porzioni ben definite di territori generalmente sottoposti alla coltivazione, fatta in modo da garantire una copertura uniforme e controllata di tutte le zone che fanno parte del contesto indagato.
Si possono condurre ricognizioni di superficie intensive o estensive, a seconda degli scopi dell'indagine. Le prime prevedono la copertura completa dell'area interessata e la documentazione di ogni manufatto osservato. La squadra di ricognizione si dispone lungo una linea, a distanze che dipendono dalle caratteristiche del suolo e della vegetazione e dagli scopi della ricerca, e percorre lentamente l'area interessata. I risultati delle osservazioni vengono quindi riportati in pianta su una griglia.

La ricognizione estensiva copre un'area più vasta, ma visitando direttamente solo alcune zone campione, con lo scopo di identificare la presenza di siti archeologici.
Di grande utilità è l'utilizzo del GIS (sistema informativo geografico, che consente l'archiviazione dei dati relativi al posizionamento) e del GPS (sistema satellitare di posizionamento, che consente la precisa collocazione sul terreno).
I dati raccolti vengono successivamente analizzati e confrontati con altri siti studiati del medesimo periodo per determinare la cronologia e la dislocazione della frequentazione umana del territorio e i cambiamenti del paesaggio nel tempo.